# Zygometridae
Zygometridae zijn een familie van zeelelies uit de orde van de haarsterren (Comatulida).

## Geslachten
- Catoptometra A.H. Clark, 1908
- Zygometra A.H. Clark, 1907